# Bauchamphora des Nessos-Malers (Berlin 1961.7)

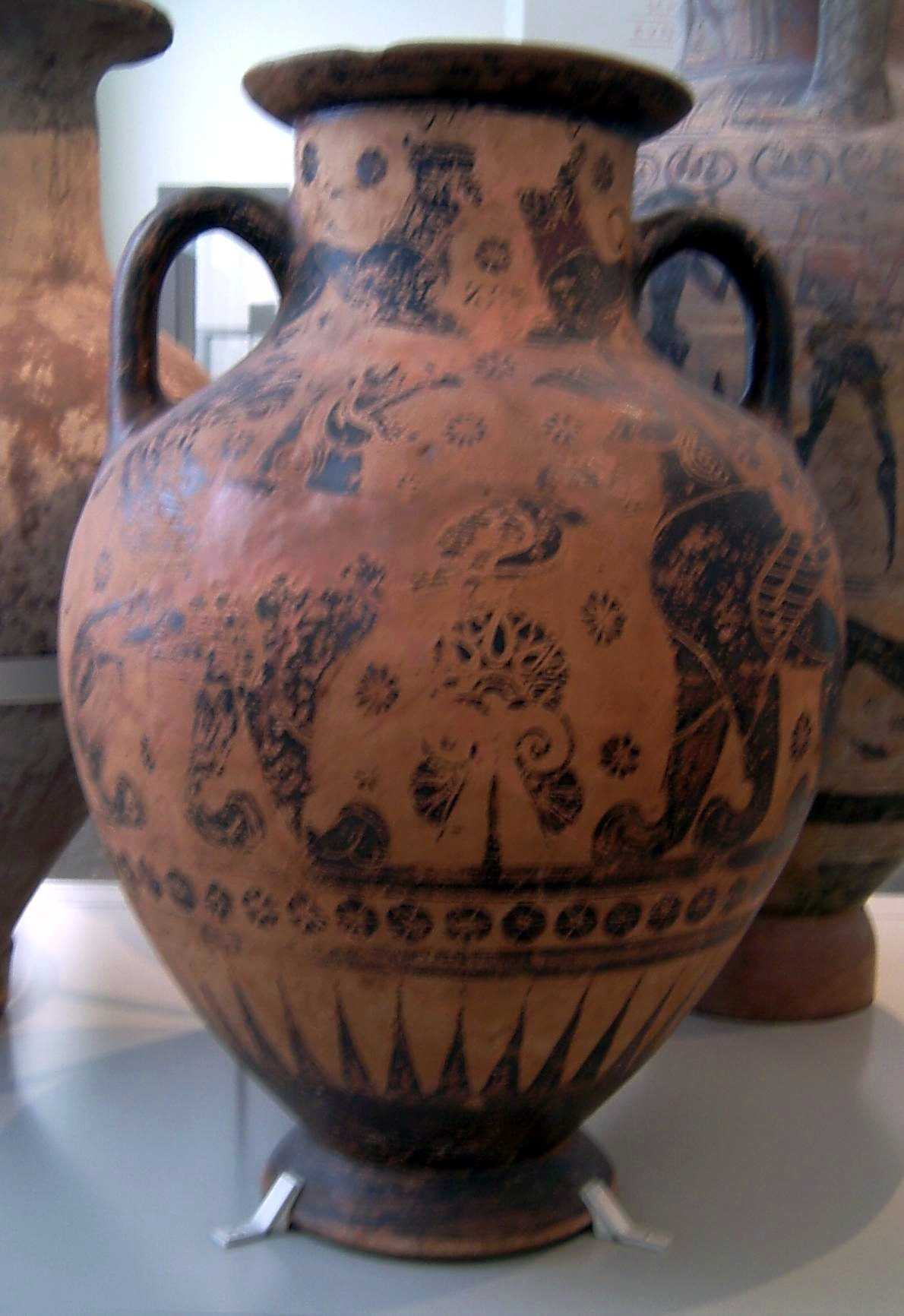
Große Bauchamphora des Nessos-Malers, Attika um 610–600 v. Chr., Greifenpaar beiderseits eines Palmettenbaumes mit Eule, darüber ein Pantherpaar am Hals

Die Bauchamphora des Nessos-Malers mit der Inventarnummer 1961.7 in der Antikensammlung Berlin ist eine große Grabvase, die von einem attischen Vasenmaler mit dem Notnamen Nessos-Maler im schwarzfigurigen Stil verziert wurde. Diese Bauchamphora zeigt im Hauptbild zwei sich gegenüber stehende Greifen, eine für diese Art Gefäße äußerst seltene Dekoration. Die Vase ist eine der ersten bemalten Bauchamphoren und eines der wenigen Werke, die sicher dem Nessos-Maler, der ersten Vasenmalerpersönlichkeit des attisch-schwarzfigurigen Stils, zugeschrieben werden können. Sie wird in den Zeitraum um 610–600 v. Chr. datiert.

## Herkunft und Aufbewahrung

Präsentation der Vase in der bis 2010 bestehenden Aufstellung in Berlin, Amphora des Nessos-Malers links, Blick von der Seite

Die genaue Herkunft der Vase ist nicht bekannt; sicher ist wohl, dass sie in Attika gefunden wurde. Auch die Fundumstände sind nicht geklärt. Sie wurde 1961 von der West-Berliner Antikensammlung aus einer Wiener Privatsammlung erworben. Zunächst wurde sie im Gebäude der Sammlung gegenüber dem Schloss Charlottenburg ausgestellt, seit 2001 steht sie im Raum 1 des Hauptgeschosses des Alten Museums.

## Form, Größe und Erhaltung
Es handelt sich um ein ungewöhnlich großes Exemplar dieser Vasenform von 79 cm Höhe und maximalem Bauchdurchmesser 54,5 cm. Der Standfuß hat 26,3 cm Durchmesser, die Lippe 30,5 bis 31 cm. Der Fuß hat eine konische Form, die flache, weit ausladende Lippe Echinusform. Die Henkel haben ovalen Querschnitt. Der Hals ist in seiner zylindrischen Form ungewöhnlich.
Die Vase wurde aus mehreren großen Scherben zusammengesetzt. Der Boden war herausgebrochen, doch wurde die Vase schon in der Antike mit vier Bleiklammern geflickt. Die wenigen fehlenden Scherben wurden bei der modernen Restaurierung für den Betrachter bewusst sichtbar ergänzt. Die Oberfläche ist stark abgerieben und an mehreren Stellen bestoßen. Zudem haben zahlreiche Kalkaussprengungen die Oberfläche des Gefäßes in Mitleidenschaft gezogen. An einer Stelle, am Hals der linken Greifendarstellung, ist die Wand des Gefäßes etwas eingedellt.
Die Vase gehört zu den ältesten und ersten figürlich bemalten Bauchamphoren überhaupt. Die Art der Verzierung spricht für eine Zuweisung der Vase als Grabvase. Somit stand sie mit großer Wahrscheinlichkeit als Kennzeichen auf einem Grab.

## Darstellung
Nur eine Seite der Amphora wurde figürlich verziert, die Rückseite ist komplett schwarz gefirnisst. Eine solche Trennung ist bei Grabvasen dieser Zeit nicht selten. Die Trennungslinie zwischen Vorder- und Rückseite verläuft von oben nach unten an der Henkelachse. Der Firnis reicht etwa bis zwei Zentimeter an der Innenseite im Mündungsbereich des Gefäßes. Außen greift der schwarze Firnis in einem schmalen Streifen auf den Hals über. Der untere Rand am Fuß ist tongrundig belassen. Der Strahlenfries an der Unterseite der Vase beginnt nicht direkt über dem Fuß, sondern erst über einer breiteren schwarzen Basiszone. Darüber ist ein Fries mit Scheibenrosetten gemalt. Die Vorderseite des Gefäßbauches wird von einem großen Bildfeld eingenommen. Darüber befindet sich, nur durch eine schmale Firnis-Linie vom Hauptbild getrennt, ein Halsbild. Die seitliche Begrenzung zwischen Vorder- und Rückseite ist in der Vorderansicht nicht erkennbar. Der Firnis ist vor allem in den beiden oberen Dritteln der Amphoren-Rückseite nur recht dünn aufgetragen. Möglicherweise wurden hier der Vorderseite entsprechende Bildfelder flüchtig abgedeckt. An mehreren Stellen ist der Firnis rötlich-braun verfärbt. Auf dem Tongrund finden sich auch noch Reste eines weißlichen Überzuges. Rote Farbreste sind kaum noch vorhanden, sie finden sich vor allem auf den Scheibenpalmetten, an den Greifen sowie an den Panthern. Die Ritz-Linien für die Binnenzeichnungen der Figuren und Dekorationselemente wurden vom Künstler zum Teil sehr fein ausgeführt, so etwa an den Greifenpranken. Wichtige Linien wurden doppelt geritzt. Es scheint, als wären beide Greifen von Beginn an unterschiedlich kräftig geplant gewesen. Spätere Aussplitterungen vergrößern diesen Eindruck zusätzlich.

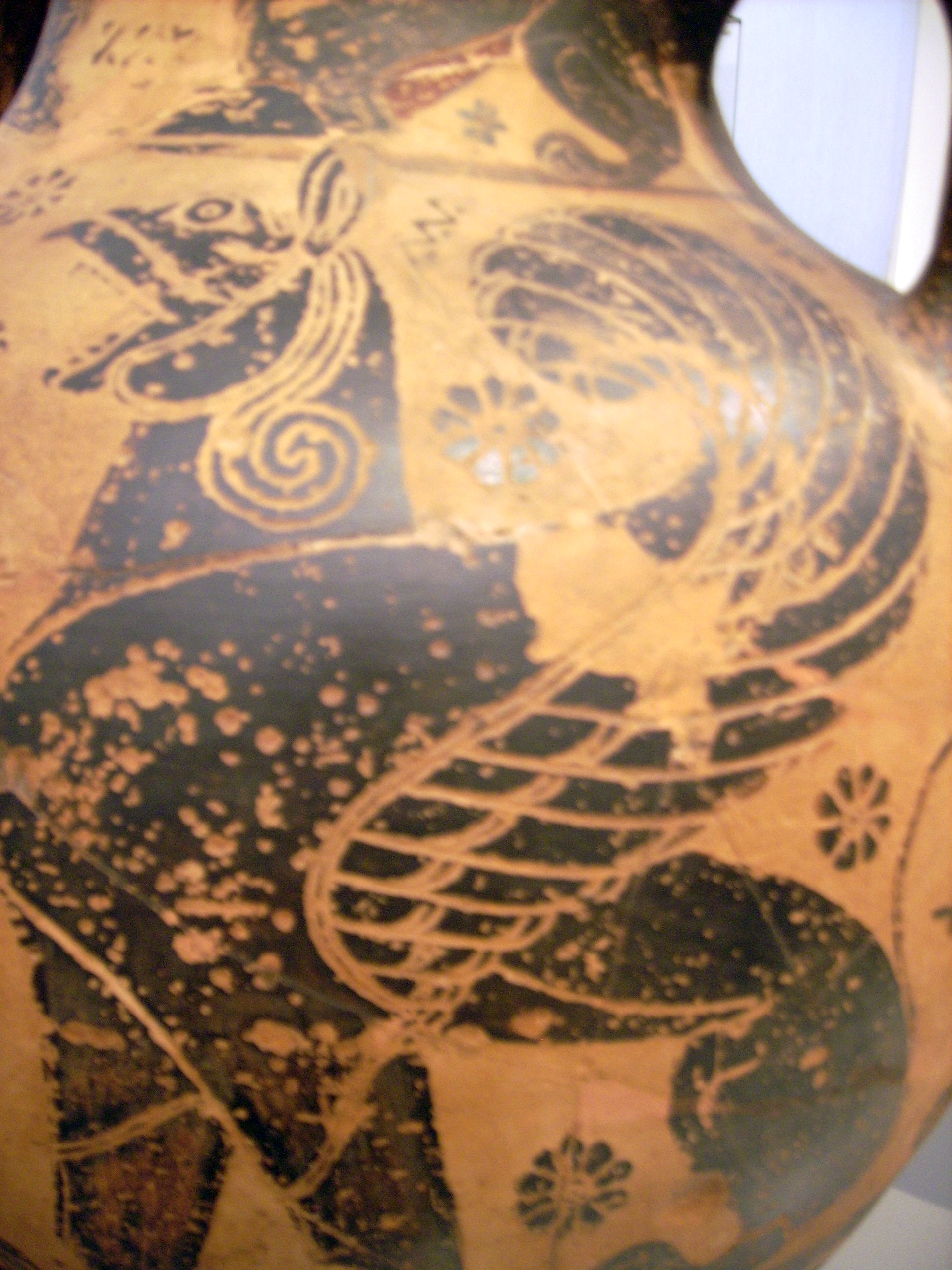
Detailaufnahme des rechten Greifen. Gut zu erkennen die Binnenzeichnungen, darunter doppelte Ritzlinien beispielsweise an der oberen Flügellinie, sowie die vielen kleinen Kalkaussprengungen, die Zähne im Schnabel, die verzierenden Rosetten, die um einen Mittelpunkt angeordnet sind, und die Zickzacklinie zwischen Kopf und Flügelende. Auch am oberen Rand zu erkennen ist ein roter Farbrest am Bauch des Panthers.

Das Hauptbild zeigt zwei große Greifen mit besonders großen Pranken. Die beiden Greifen sind einander gegenüber sitzend dargestellt, wobei die rechte Figur besser erhalten ist als ihr Pendant auf der linken Seite. In der Mitte befindet sich ein kleiner Palmettenbaum, auf dem eine Eule sitzt. Beide Greifen haben ihre Schnäbel aufgerissen und zeigen dadurch ihre Zähne. Vor allem die spitzen Eckzähne ragen hervor. Die Unterkiefer erinnern in ihrem Bau an die von Löwen. Beim linken Greifen ist noch die Zungenspitze erhalten. Über den Augen beider Greifen ist ein Teil der Stirn abgerieben, ob ein niedriger Stirnknauf vorhanden war, ist unklar, sichtbar hingegen sind die Brauenbögen. Die dünnen Schwänze haben kurz vor ihrem Ende einen Querstrich. Der Stamm des Palmettenbaumes verjüngt sich nach oben und trennt sich schließlich in zwei Teile, die schräg nach unten abstehen. Eine große Blüte öffnet sich über den Voluten. Sie ist in einen doppelten Kranz mit trompetenförmigen Blättern gegliedert. Die Eule hat ihren zur Vorderansicht gewendeten Kopf ein wenig schräg gelegt. Große, vielblättrige Rosetten mit Kern und kleine sechsblättrige Exemplare sind als Streuornamente symmetrisch zwischen beiden Figuren verteilt. Zwischen beiden Greifen ist jeweils eine Zickzack-Linie zwischen Kopf und Flügeln gemalt.
Das Halsbild zeigt zwei gegenüber gelagerte Panther, wodurch das Bauchbild in anderer Form wiederholt wird. Die Schwänze der beiden Tiere kommen unter dem Schenkel hervor. Wie schon bei den Greifen ist die Schwanzspitze durch einen Querstrich gekennzeichnet. Auch die Streuornamente entsprechen denen des Hauptbildes, so finden sich über den Köpfen erneut die Zickzack-Linien.

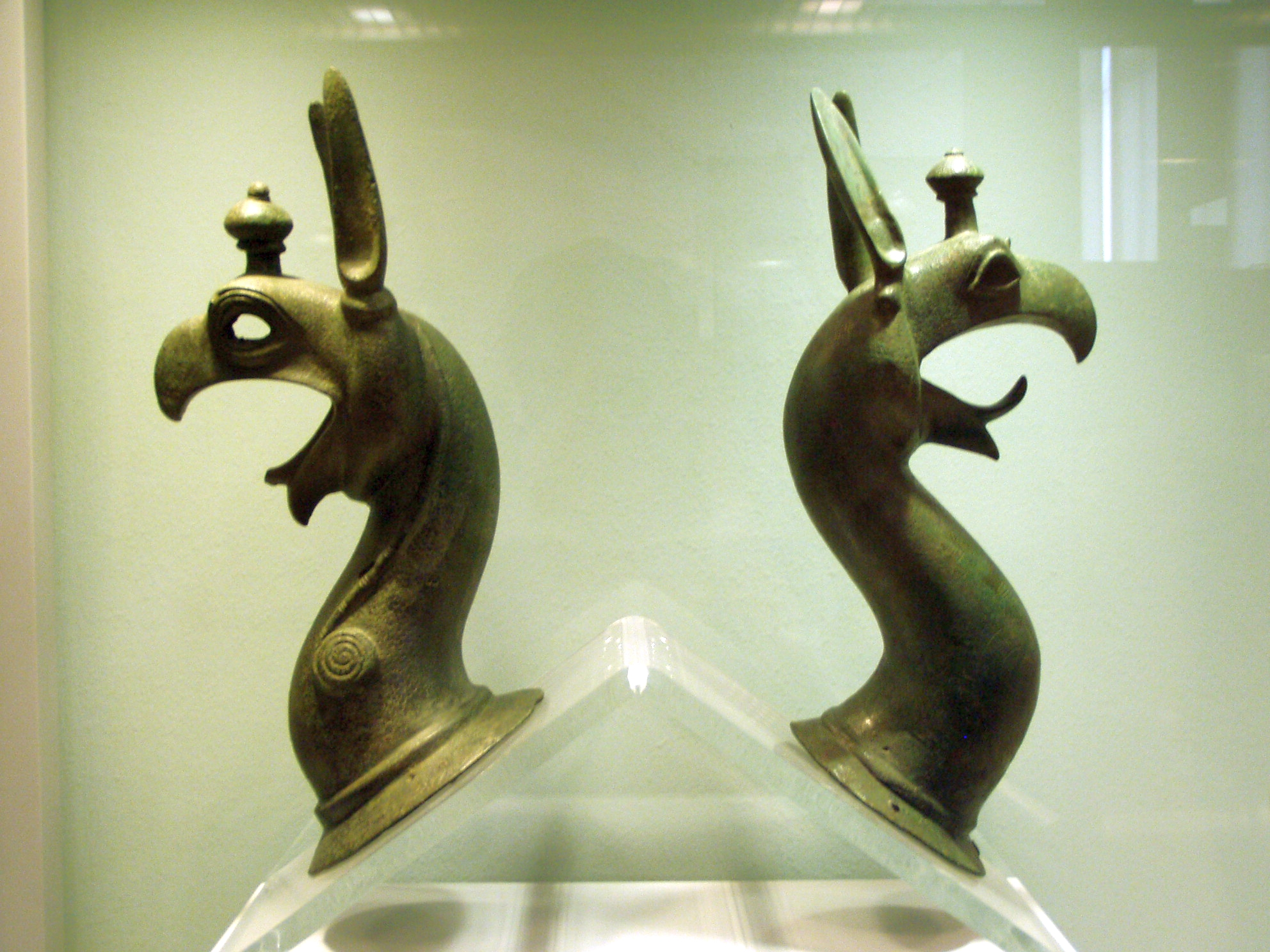
Zwei Greifen-Protomen, die ursprünglich als Zier an Kupferkesseln befestigt waren; Bronze; 7. Jahrhundert v. Chr.; Archäologisches Nationalmuseum Athen

Greifen sind in der schwarzfigurigen Vasenmalerei Attikas sehr selten. Bekannt sind zwei weitere frühattische Vasen, eine weitere Lekanis des Nessos-Malers, die als einzige Vase ebenfalls innerhalb eines Tierfrieses Greifen in ganzer Figur zeigt, die Françoisvase und zwei Schalen, auf denen ein Arimasp mit einem Greifen kämpft. Die Greifen auf der Berliner Amphora unterscheiden sich von den gleichzeitigen Greifenprotomen. Sie weisen altertümliche Züge auf, etwa die Spirallocken, die schräg liegenden Kehlwülste, die gedrungene Form oder den rechtwinklig aufgerissenen Schnabel. Ungewöhnlich ist die Bezahnung, die sonst nur noch von der Françoisvase bekannt ist. Besonders ähnlich sind die Greifenköpfe eines auf Melos gefundenen Goldohrringes, der sich heute ebenfalls in der Berliner Antikensammlung befindet. Die Darstellung von Greifen auf einer Grabvase war naheliegend, galten Greifen doch als Grabwächter.

## Zuweisung

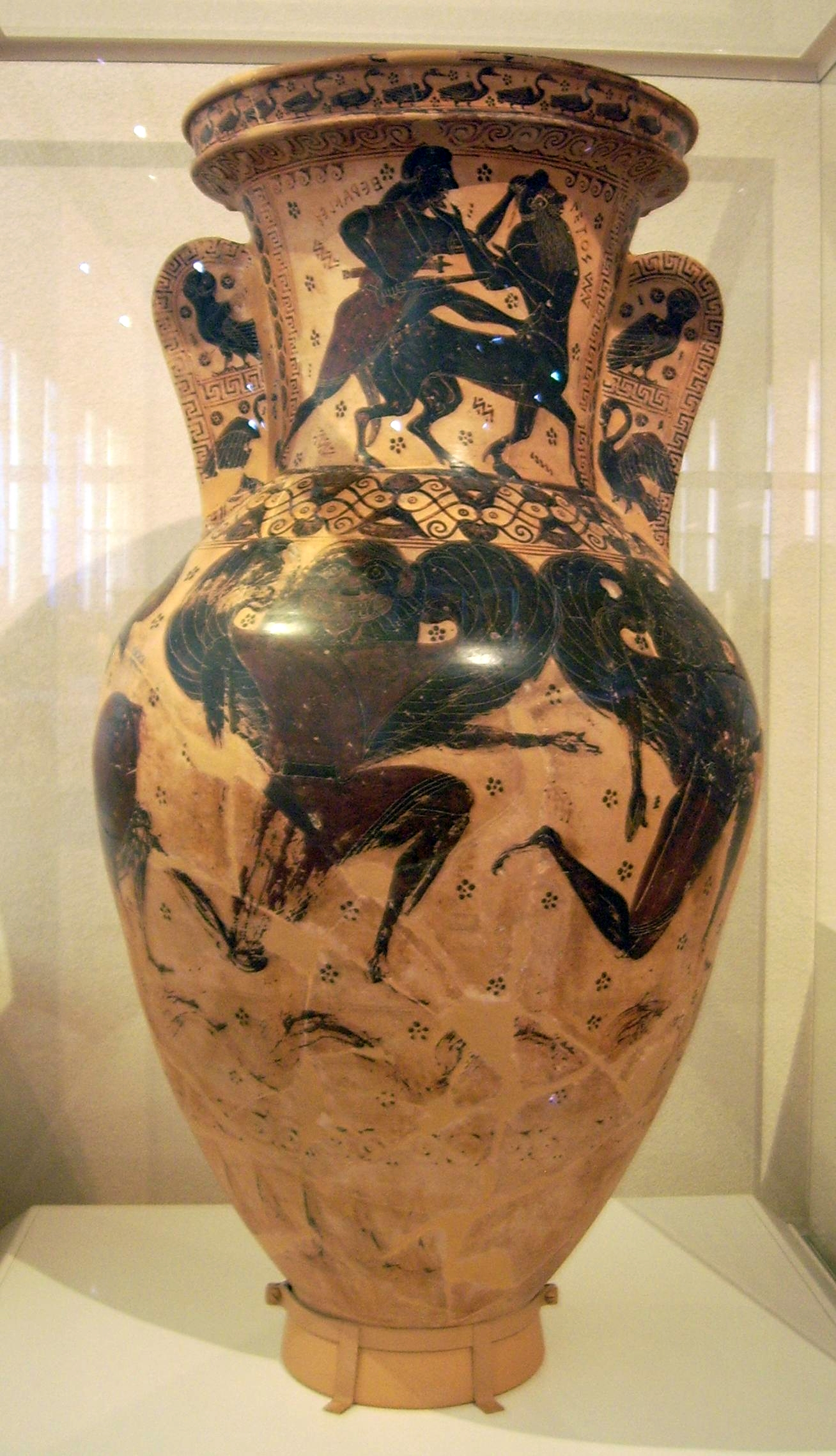
Nessos-Amphora; attisch-schwarzfigurige Amphora (Namenvase) des Nessos-Malers; nachdem Perseus (nicht zu sehen) die Medusa enthauptet hat, liegt sie sterbend am Boden, während ihre Schwestern Sthele und Euryale Perseus fliegend über der See verfolgen. Das Halsbild zeigt Herakles und Nessos; gefunden in der Piräus-Straße in Athen; um 620/610 v. Chr.; Archäologisches Nationalmuseum Athen, Inventarnummer 1002

In John D. Beazleys Malerlisten kommt diese Vase nicht vor. Neben einigen kleineren Bemerkungen in den 1960er Jahren nach dem Erwerb der Amphora erfolgte die Zuweisung des Gefäßes aufgrund der Übereinstimmungen bei den Ornamenten in den Umkreis des Nessos-Malers durch Karl Kübler. Der Nessos-Maler gilt als die erste attische Malerpersönlichkeit des schwarzfigurigen Stils, die ein eigenes Profil entwickelt hatte. Sein namengebendes Stück ist die sogenannte Nessos-Amphora, die sich heute im Archäologischen Nationalmuseum Athen befindet. Auf dem Halsbild dieser Amphora ist Herakles dargestellt, wie er den Kentauren Nessos tötet. Kübler ging von nur vier Werken aus, die dem Vasenmaler mit Sicherheit zugewiesen werden konnten. Andere Forscher wie Christa Vogelpohl, John Boardman und Heide Mommsen gehen einen Schritt weiter und weisen die Berliner Vase ebenso wie weitere Stücke der Hand des Nessos-Malers zu. Stilistische Übereinstimmungen mit anderen sicheren Werken des Malers lassen kaum Zweifel an der Zuweisung der Greifen-Amphora aufkommen. Besonders auffällig ist die Übereinstimmung der dicken Löwentatzen mit ihren abgerundeten Knöcheln und den unter den Tatzen eingebogenen Krallen mit den Abbildungen auf einer dem Künstler zugeschriebenen Lekanis aus Vari. Auch die Eule erinnert an andere Werke des Malers. Querstriche am Ende der Schwänze kommen einzig beim Nessos-Maler vor. Auch mit der Nessos-Amphora lassen sich eindeutige Übereinstimmungen ausmachen. So sind die Flügel mit ihren stumpfen Enden in der gleichen Weise eingerollt wie die Gorgonenflügel auf der Namenvase. Auch die Ritzungen der Flügel stimmen überein. Eine dritte Übereinstimmung stellen die Nasen der Panther und der Gorgonen dar. Eine Schwarzfirnisdeckung auf der Rückseite gibt es in dieser Form auch nur auf diesen beiden Vasen.